# 港公園
港公園（みなとこうえん）は、茨城県神栖市にある茨城県営の都市公園（地区公園）。ネーミングライツ（命名権）により2023年4月1日から平成物産パーク港公園となっている。

## 概要
鹿島港に面しており、高さ52 m、展望44 mの展望台（1980年8月開業）から鹿島港や鹿島臨海工業地帯の工場群や、天候条件が良ければ、西側に富士山を一望することができる（展望塔については老朽化のため2020年から立入禁止、後述）。
展望塔以外にも、広さ7.5haの敷地にソテツやカナリーヤシなどの南国の樹木がおよそ8,000本植えられており、季節ごとに色とりどりの花を咲かせ芝生でゆっくり寛ぐことができる。毎年5月には、港公園わくわく体験フェア（都市緑化祭）を実施されている。地域住民や関係団体の協働による緑地の保全・緑化の推進を目的として開催。イベント当日は展望塔を無料で開放している。
隣接する乗船場からは鹿島港内一周見学船「ユーリカ号」が運航されている（土日祝日、年末年始除く、団体の場合は予約による臨時運行あり）。

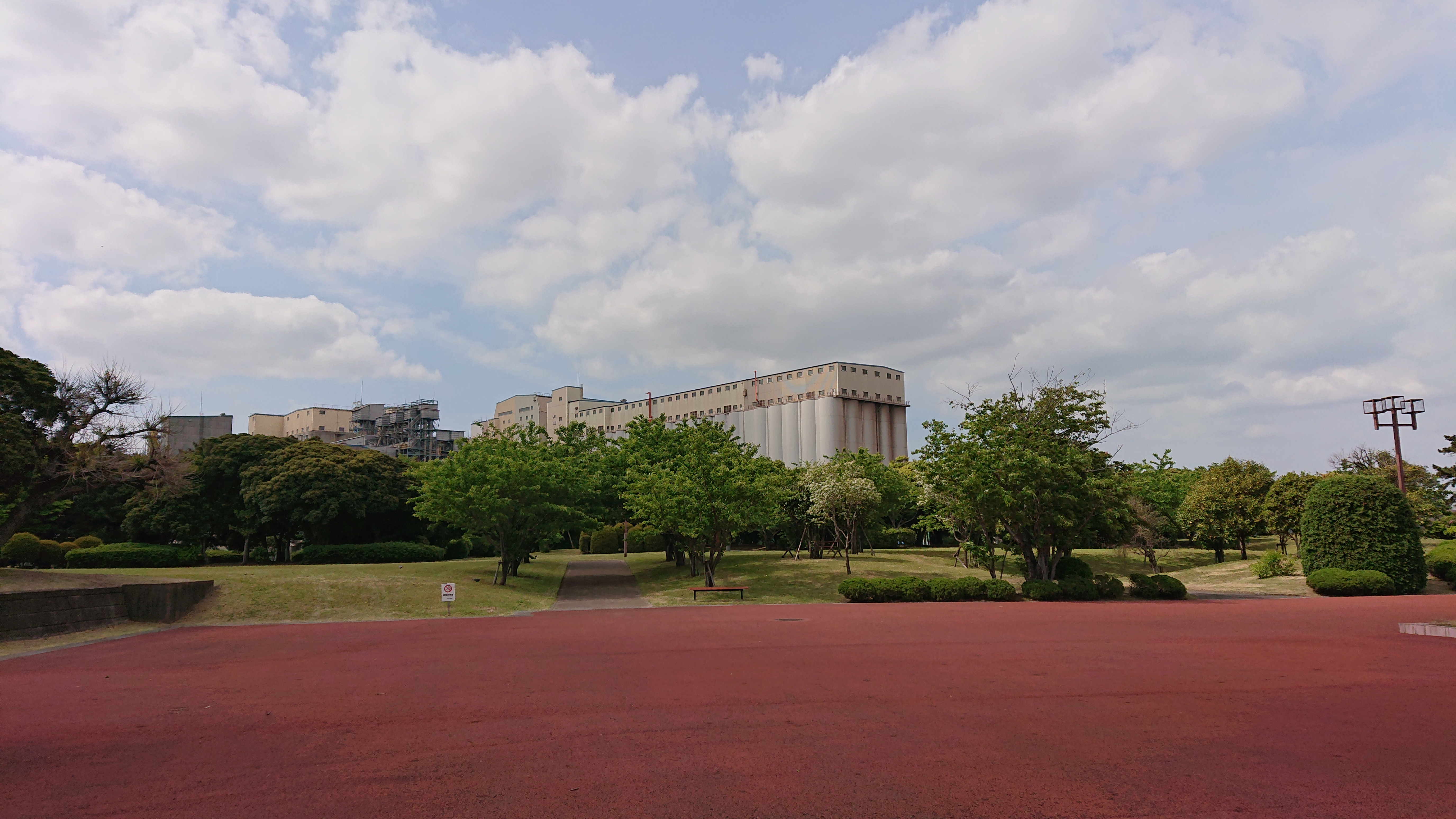
公園奥には、鹿島港の工場地帯
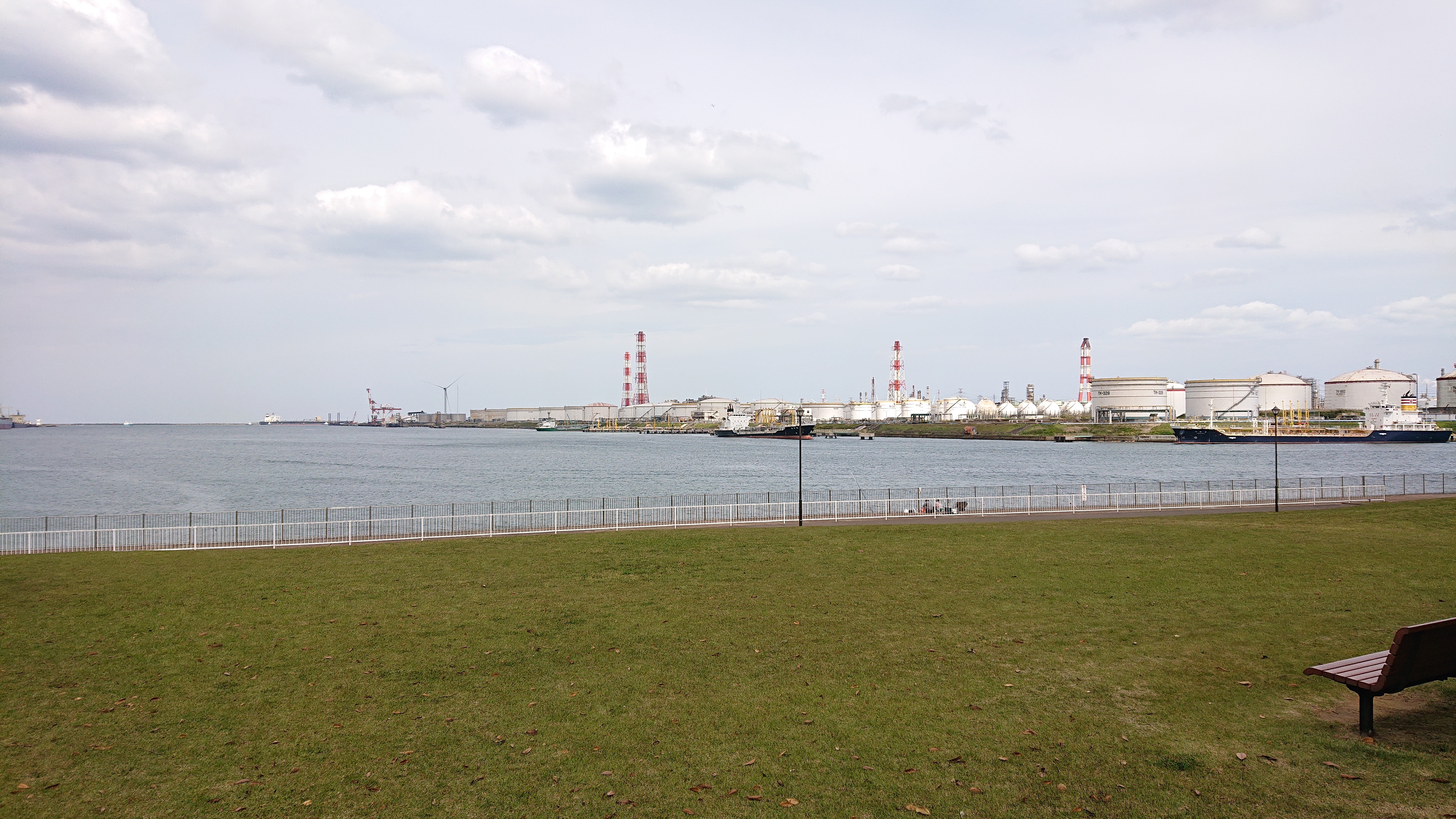
港公園から見た鹿島港（南側）
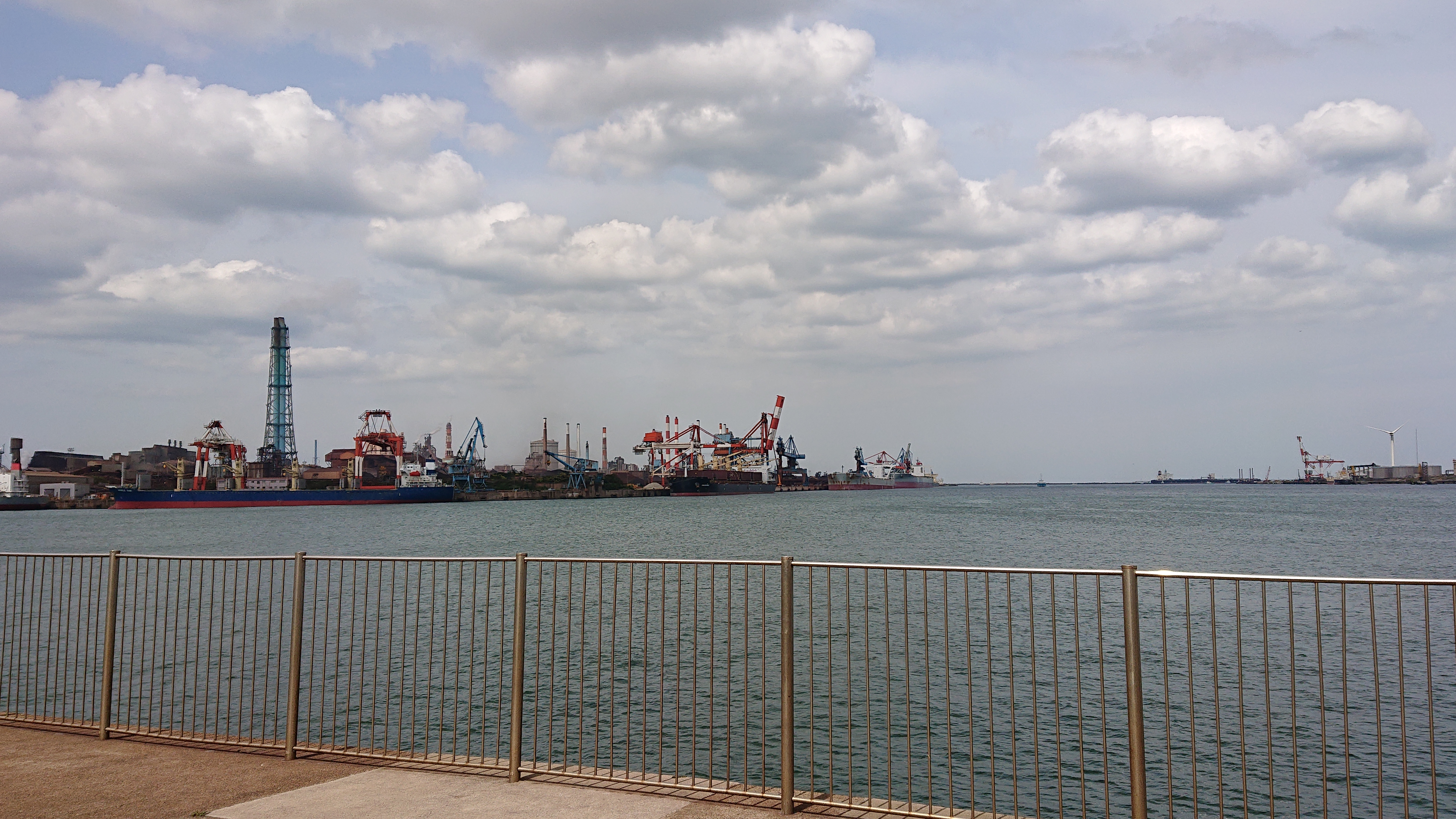
港公園から見た鹿島港（北側）

## 展望塔

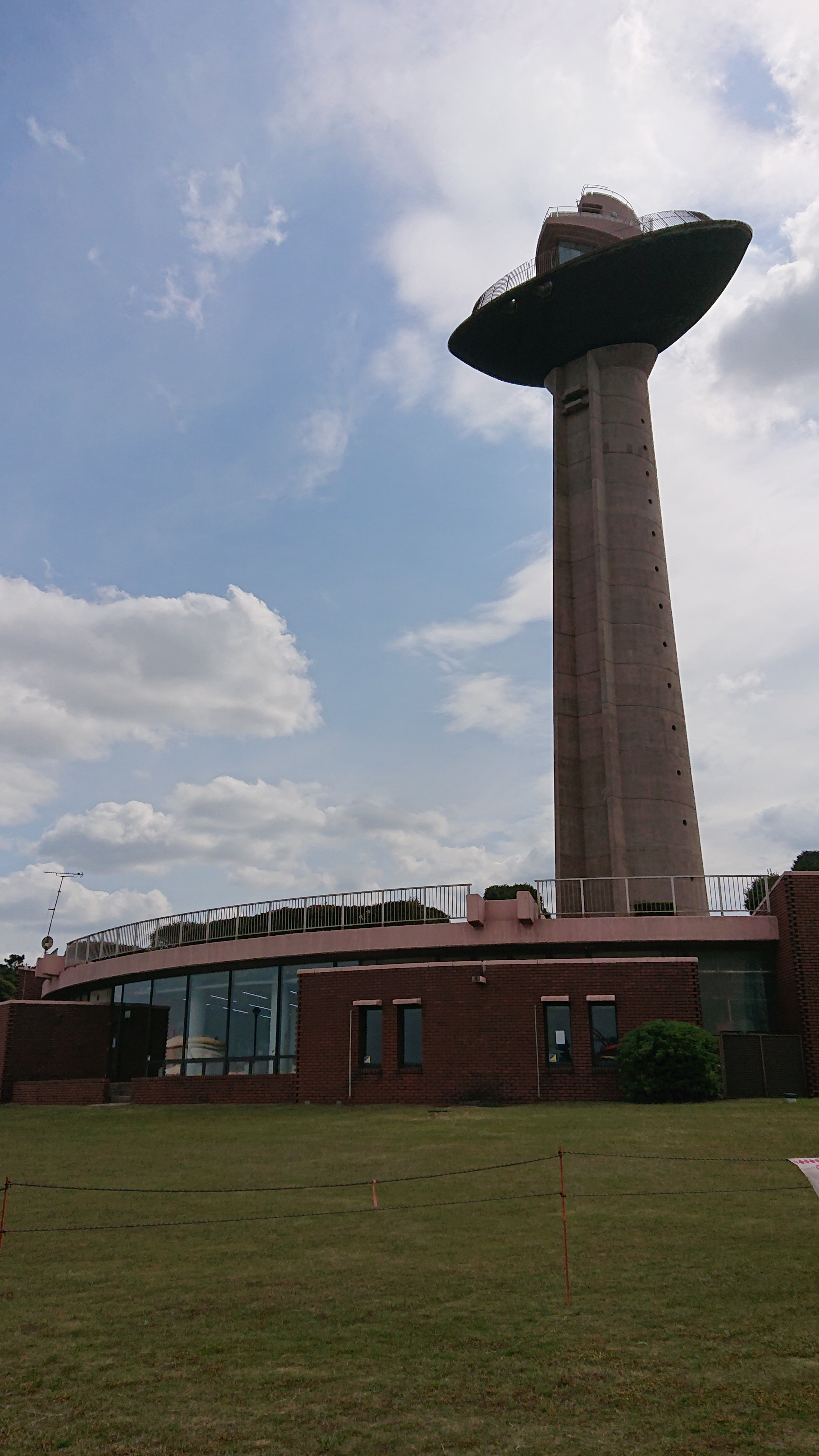
展望塔の裏側。入口フロアには、自動販売機や鹿島港案内コーナーが設置されている。

港公園展望塔は鹿島開発事業を記念して1980年（昭和55年）8月に開業した。高さ52.1m、延床面積291.0㎡で鉄筋コンクリート造である。
老朽化のため2017年にコンクリート片や金属片の落下が確認されたため、外壁や鉄筋に応急処置を施して利用を続けていた。しかし、2020年には窓枠の破損が確認され、外壁も剥落のおそれがあることから半径50m以内への立ち入りが禁止となった。
大規模改修を行うこととなり、2024年度中に実施設計が進められる見通しである。
- 展望台 （入場有料。大人：200円、中学生以下・70歳以上：100円。） ※毎週第1水曜日と年末（12月29日 - 31日）は休館日。
- 鹿島港案内コーナー （展望塔入口フロアに、鹿島港の開港から現在までの歴史や鹿島港内に所在している企業の紹介案内コーナーがある。）
- トイレ、自動販売機コーナー

## 周辺
- 鹿島港
- 鹿島臨海工業地帯
- 鹿島地方事務組合消防本部鹿島港消防署
- 茨城県鹿島港湾事務所
- 鹿島港湾合同庁舎
- 海上保安庁第三管区海上保安本部鹿島海上保安署
- 横浜税関鹿島税関支署
- 東京検疫所鹿島港出張所
- 茨城県警察本部鹿嶋警察署水上警備派出所

## アクセス
車・バイクの場合 無料駐車場（大型車駐車可）あり。
- （東京方面から） 東関東自動車道 潮来ICから県道経由で約20分。
- （銚子・鹿嶋方面から） 国道124号・県道をそれぞれ利用。

鉄道の場合
- JR鹿島線鹿島神宮駅、もしくは、JR成田線小見川駅からそれぞれタクシーで15分。